# Матеус Бітеко
Матеус Бітеко (порт. Matheus Biteco, нар. 28 червня 1995, Порту-Алегрі — пом. 28 листопада 2016, Ла-Уніон) — бразильський футболіст, що грав на позиції півзахисника.
Виступав, зокрема, за «Греміо», а також молодіжну збірну Бразилії.

## Клубна кар'єра
Народився 28 червня 1995 року в місті Порту-Алегрі. Вихованець футбольної школи клубу «Греміо». Дорослу футбольну кар'єру розпочав 2013 року в основній команді того ж клубу, в якій провів один сезон, взявши участь у 39 матчах чемпіонату.  Більшість часу, проведеного у складі «Греміо», був основним гравцем команди.
Своєю грою за цю команду привернув увагу представників тренерського штабу клубу «Гоффенгайм 1899», до складу якого приєднався 2015 року. Провів у розпорядженні гоффенгаймського клубу наступний сезон своєї ігрової кар'єри, проте в іграх чемпіонату за його головну команду так й не дебютував.
У 2016 році приєднався до команди «Шапекоенсе».
Загинув 28 листопада 2016 року в авіакатастрофі в Колумбії, яка забрала життя майже всього складу клубу і тренерського штабу клубу в повному складі. Команда летіла на перший фінальний матч ПАК 2016 з «Атлетіко Насьоналем».

## Виступи за збірну
Протягом 2013–2014 років залучався до складу молодіжної збірної Бразилії. На молодіжному рівні зіграв у 6 офіційних матчах.